# Pobyt (Dasein)
Pobyt (nejběžnější překlad německého Dasein) je pojem moderní filosofie, který označuje specifický způsob bytí člověka, jeho existenci na světě. 

## Pojem
Český pojem pobyt vytvořil Jan Patočka jako překlad německého termínu Dasein, který je obtížné přeložit; v mnoha jiných jazycích se obvykle nepřekládá. Ve slově Dasein je totiž obsaženo slovo sein (být, bytí) a zároveň místní určení da (zde); proto je někteří překládali také jako "zdebytí" či "bytí-tu". Dasein je ovšem v němčině běžné slovo, třeba v obratu „sein Dasein fristen“, což znamená něco jako „protloukat se životem“. V každém případě Dasein navozuje vedle základního významu „být“, „existovat“, také pevné místní usazení tohoto zvláštního bytí, které je vždycky „zde“, to jest na světě, a své bytí musí samo nějak vést. Nepřímo je ve slově naznačena i jeho nahodilost a konečnost. To je v českém slově "pobyt" obsaženo také.

## Pobyt ve filosofii
Jako filosofický pojem použil slovo pobyt (Dasein) poprvé Hegel, a to právě jako spojení a překonání protikladu bytí a nicoty: v pobytu se obojí stává jen jeho momentem.
Ve filosofii Martina Heideggera a zejména v jeho hlavním díle Bytí a čas se pobyt stává ústředním pojmem. Odlišuje zde bytí člověka od velmi odlišného bytí věcí, které se zde pouze vyskytují, kdežto pobyt se ke svému vlastnímu bytí zvláštním způsobem vztahuje: jednak mu vždy již nějak rozumí (a to zejména řečí), jednak mu o ně jde, musí se o ně starat a musí je sám vést. „Pobyt je jsoucno, jemuž jde v jeho bytí o toto bytí samo.“ „Pobyt si sám vždy rozumí ze své existence, z možnosti sebe sama buď sebou samým být, anebo nebýt.“ Pobyt charakterizuje, že žije v možnostech, že jimi sám je, a to tak, že se do nich jednak rozvrhuje, jednak je do nich vržen. 
Kromě M. Heideggera užívá pojem Dasein ve své filosofii také Karl Jaspers: „V pobytu je pouze volba mezi uvolněným upadáním existence a napjatým, nikdy nekončícím uskutečňováním této existence v subjektivitě i v objektivitě.“ Jaspers však má pro člověka ještě tři další, stejně podstatná určení: kromě toho, že je člověk Dasein (tj. že žije zde a nyní, za těchto podmínek, s těmito schopnostmi atd.), je také vědomí vůbec (podílí se na obecně platné pravdě), duch (vztahuje se k celku, k jednotě všeho, čemu lze rozumět) a existence (vztahuje se k transcendenci jako oné moci, skrze niž jsme ve vlastním smyslu sebou samými). Aby se tento význam slova Dasein odlišil od významu Heideggerova, užívá se v českých překladech Jasperse výrazů pobývání či faktické bytí.
Pojem pak hraje významnou úlohu v psychologickém a terapeutickém směru, který pod názvem „analýza pobytu“ (Daseinsanalyse) založil švýcarský psycholog Ludwig Binswanger.